# TLB (기업)
주식회사 TLB는 대한민국의 메모리모듈 기판 기업이다. 사명인 TLB는 Thin Lamination Board의 약자이다.
메모리모듈 메모리 모듈 인쇄회로기판(PCB)만을 주력 사업으로 하고 있으며 베트남에 생산 법인을 가지고 있다.

## 역사
2011년 대덕전자로부터 분사해 설립되어 2020년 12월 코스닥에 상장하였다. 2024년 삼성전자와 SK하이닉스의 CXL 개발에 참여해, 최근 CXL 메모리 모듈 PCB 개발을 완료하였다.